# Біотехнологічний ліцей «Радовель»
Опорний навчальний заклад Біотехнологічний ліцей «Ра́довель» — державний загальноосвітній навчальний заклад у селі Радовель Олевського району Житомирської області. Ліцей реорганізовано з Радовельської ЗОШ і максимально адаптовано для розвитку дітей, зокрема й тих, що мають особливі освітні потреби. Кожен день навчального тижня в Ліцеї має свої особливості, спрямовані на здобуття академічних знань, розвиток фізичних і творчих здібностей. Місія Ліцею: «Розвиваємося разом: батьки — діти — вчителі — громада!»Live & learn'RW

## Історія
Історія Радовельської школи досліджена в книгах колишньої вчительки, директорки Радовельської ЗОШ, дослідниці історії рідного краю Ніни Михайлівни Весельської «Куточок мальовничого Полісся» і «Пам'ять вічно жива. Нариси з історії с. Радовель та його школи». До недавнього часу вважалося, що перша згадка про школу датована 1899 роком. Про це свідчить рукописний документ «Дело № 8604», що зберігається в Центральному державному історичному архіві України (м. Київ), а також довідник «Школы Киевского учебного округа», котрий зберігається у відділі історичної книги Національної бібліотеки ім. В. І. Вернадського і містить список учителів Овруцького повіту за 1908 рік, серед яких є вчитель церковно-приходської школи с. Радовель. Утім, у 2018 році на запит з Житомирського державного обласного архіву надійшли два офіційні документи: «Приговоръ Радовельскаго и Жубровичскаго сельскихъ обществъ» і «Отчетъ о состояніи церковно-приходской школы 4-го благочинническаго округа Овручскаго уҌзда перваго мироваго участка Жубровичской волости въ с. Радовель за 1897—1898 годъ», які висвітлили «нову» дату відкриття школи — 6 жовтня 1886 року. Згідно з документальним підтвердженням саме 1886 рік вважається датою заснування Радовельської школи.

Перша Радовельська школа — церковно-приходська. Вона була однокласною з трирічним (з 1902 року) терміном навчання. Окремого шкільного приміщення не мала. Діти навчалися у 2-3-х звичайних сільських хатах. У 1920 році Радовельська трирічна школа (колишня однокласна) реорганізована в чотирирічну. Відомо, що станом на 15 грудня 1927 року в Радовлі навчалося 64 учні, яких учив 1 вчитель.
У 1935-1936 роках за директорства Станіслава Дембицького збудовано і введено в експлуатацію перше в історії села Радовель дерев’яне двоповерхове шкільне приміщення. У цей час вчительський колектив поповнюється молодими кадрами. У 1937 році школа отримала статус семирічної, у 1938 – середньої. У червні 1941 року відбувся перший випуск учнівського колективу 10 класу (16 випускників), а вже в липні школа припинила роботу через війну. Приміщення школи вціліло, і 1 січня 1944 року робота була поновлена. Незважаючи на те, що в повоєнні роки матеріальне становище школи й учнів було дуже важким, Радовельська школа працювала, в село приїжджали спеціалісти, зокрема й учителі. На світлині педагогічного колективу 1952 року, вміщеній у книгу Н.М. Весельської «Пам'ять вічно жива. Нариси з історії с. Радовель та його школи», налічується 20 педагогів. Перший післявоєнний випуск відбувся у 1954-му, атестат про середню освіту отримали 28 учнів. На цей момент до старших класів тих, хто закінчив 7 клас, зараховували за результатами екзаменів з математики й української мови, навчання було платним. Такий підхід було скасовано в 1957 році. Примітно, що понад 10 років більшу частину випускників Радовельської школи складали старшокласники сусідніх сіл, які проживали в Радовлі в інтернаті та у своїх родичів. Інтернат проіснував до 1987 року, коли остаточно зникла необхідність учням з інших сіл відвідувати Радовельську ЗОШ. 

У 1962 році проведено реконструкцію шкільного приміщення. У 1961-1962 навчальному році випуску 10 класу не було, оскільки діти продовжили навчання в 11 класі. Цікаво, що в 1965-1966 році атестати отримували одразу три випускних класи — два десятих і один одинадцятий. І тільки через 24 роки 11 клас було випущено знову. У 60-70-х рр. робота в школі була організована у дві зміни. Кількість учнів у 70-х рр. становила понад 700 осіб. Невід'ємною частиною шкільного життя були санітарна дружина, футбольні команди, численні екскурсії, туристичні походи тощо. На високому рівні були учнівське самоврядування, шкільна художня самодіяльність та навчально-дослідна діяльність. Школа мала 1,01 га землі, з неї 30 соток під навчально-дослідними ділянками, на яких вирощувалися всі види сільськогосподарських культур Полісся, а 80 соток — під садом. Вирощений на шкільній ділянці льон побував на Всеукраїнській сільськогосподарській виставці в Києві. Школа підтримувала зв'язки з Житомирською обласною станцією юннатів, відділом з наукової роботи Житомирського сільськогосподарського інституту, який не один рік надсилав нові сорти картоплі для вирощення їх на шкільних ділянках. У 60-70 рр. у господарському користуванні школа мала власний вантажний автомобіль, трактор і пару коней. Старшокласники опановували професію водія й механізатора, отримували відповідні посвідчення. Активну участь учні Радовельської ЗОШ брали у суспільно корисних роботах (виготовлення шпаківень для Радовельського лісництва, збирання металобрухту, макулатури, деревного попелу). У сільраді школа мала власний учнівський рахунок, куди надходили зароблені учнями кошти, що витрачалися на проведення різноманітних загальношкільних заходів.

У 1983 році, оскільки діюча школа працювала у дві зміни, не мала водопостачання й опалювалася пічною системою, було збудовано нову триповерхову школу на 625 учнівських місць.Директоркою школи в цей час була Н.М. Весельська. Двозмінне навчання зникло. Усі класи перейшли на кабінетну систему. У школі з'явилися простора їдальня, роздягальня, теплиця, майстерня з виробничого навчання, спортивний та актовий зали, військовий тир. Силами педагогічного колективу (Л.М. Сайко, К.М. Дробот, В.І. Невмержицька, Т.Ю. Кравченко й інші) були обладнані всі навчальні кабінети, шкільну бібліотеку, створено невеликий музей трудової й бойової слави. Шкільна їдальня забезпечувала школярів безкоштовними сніданками й обідами. Працювали внутрішні санвузли, очисні споруди, котельня, водонапірна башта, теплиця.

Протягом 90-2000-х років матеріально-технічна база школи покращувалася. У листопаді 2001 року Радовельська ЗОШ першою серед сільських шкіл району отримала комп'ютерний клас від свого випускника 1986 року Михайла Весельського. У той же час протягом означених років кількість школярів зменшувалася. Якщо в 1985-1986 роках у Радовельській ЗОШ навчалося 326 учнів, то в 2008-2009 — 188. Що стосується вчительського колективу, то за час існування Радовельської школи в ній працювало понад 260 вчителів (близько 70 — це випускники школи). Дехто з них — кілька років, а дехто — все життя.

Саме цю школу рішенням Олевської районної ради від 8 травня 2018 реорганізовано в Біотехнологічний ліцей «Радовель», офіційне відкриття якого відбулося 15 вересня 2018 року. 5 жовтня цього ж року в Ліцеї було урочисто відкрито галерею портретів учителів Радовельської школи для вшанування й увіковічнення пам’яті про них. Автор-упорядник галереї – Ніна Михайлівна Весельська.

## Сучасність. Концепція Ліцею

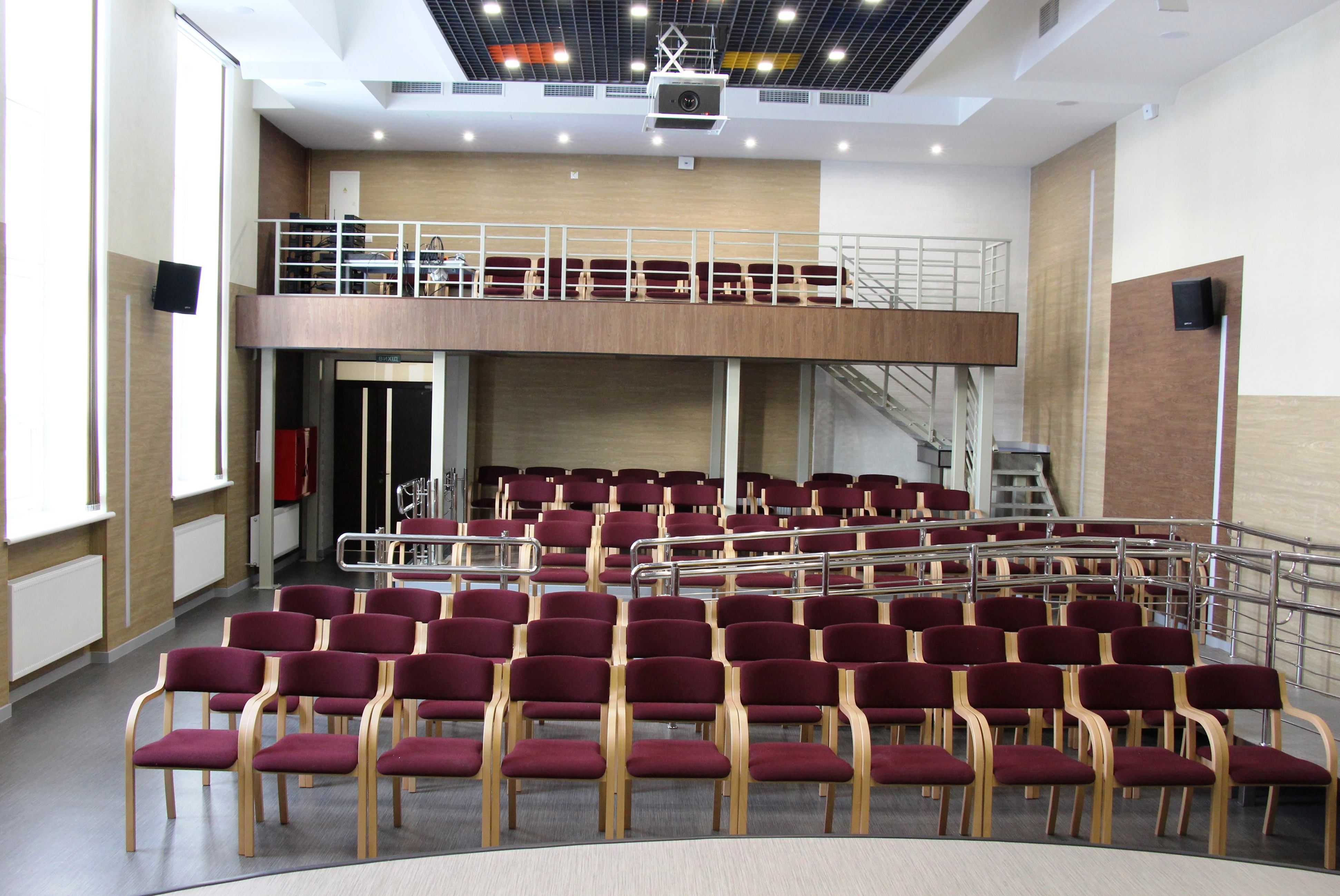
Театральна зала

Усього за рік з серпня 2017 до вересня 2018 команді проекту «Радовель», ініціатором і меценатом якого є уродженець села Радовель, випускник Радовельської школи Михайло Весельський, вдалося реконструювати будівлю навчального закладу відповідно до концепції Ліцею, котру, за словами М. Весельського, «формували разом з Іриною Чудовською і Олександром Городничим. Потім долучився архітектор з дизайну, який і розробив дизайн для ліцею…У нас було 28 варіантів функціонального плану школи. І навіть коли вже почали будувати, я вносив зміни та правки».

В основі концепції – створення підґрунтя для формування рис характеру на основі духовних цінностей. Так, у Ліцеї створено передумови для:
```
* здобуття академічних знань;
* фізичного розвитку;
* розвитку творчих здібностей.
```

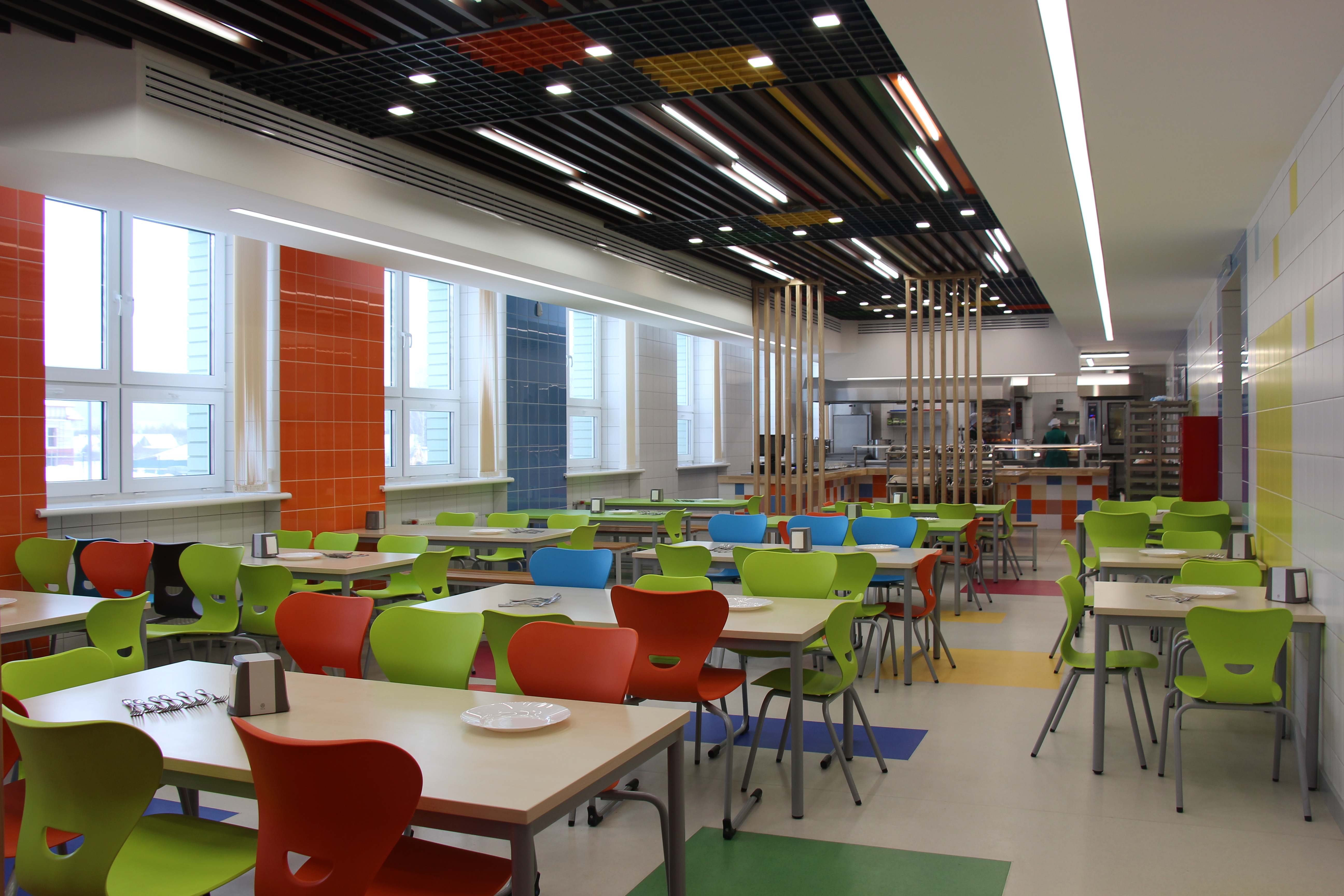
Їдальня Ліцею

Згідно з означеною концепцією розроблено функціональний план та дизайн приміщень Ліцею. У Ліцеї створено всі необхідні для розвитку дитини умови.

Усі приміщення оснащено необхідним технічним і технологічним обладнанням, включно з  інтерактивними панелями нового покоління «EdPro» [Архівовано 28 липня 2017 у Wayback Machine.] з ексклюзивною освітньою платформою «MozaBook», що дозволяють виконувати інтерактивні завдання з елементами гри, вивчати презентаційний навчальний контент, знайомитися з тематичними 3д-моделями, проводити досліди та ін.

Сучасні меблі, яскравий дизайн та повний функціональний вміст мають Кулінарна студія, Студія дизайну і шиття, Клас робототехніки, Студія художнього мистецтва, Студія керамічного мистецтва, Майстерня по дереву й металу, Театр, Студія мистецтва танцю, Зал для тхеквон-до, Спортивні зали. Триває облаштування вуличних спортивних майданчиків (зокрема, будівництво футбольного поля з натуральним покриттям. 25 травня 2019 року відбулося офіційне відкриття спортивного майданчика зі штучним покриттям). У Ліцеї діють понад 10 гуртків, серед яких: «Робототехніка», «Гончарне мистецтво», «Оркестр народних інструментів», «Таеквон-до», «Театральне мистецтво», «Футбол», «Чарівна палітра», «Баскетбол», «Хореографія» та інші.
Значну увагу приділено створенню безпечного освітнього середовища, що передбачає безпечні умови навчання кожної дитини, відсутність будь-яких проявів насильства, психологічний комфорт, дотримання прав і норм інформаційної, фізичної, соціальної безпеки. Психологи Ліцею працюють над питаннями безпечної взаємодії між дітьми, а також між дітьми й дорослими. Крім того, створено відповідні санітарно-гігієнічні умови. Забезпечено якісне та здорове харчування з дотриманням усіх необхідних норм. Зокрема, в Ліцеї впроваджено нове шкільне харчування [Архівовано 14 травня 2019 у Wayback Machine.] за рецептурним збірником для шкільних їдалень від Євгена Клопотенка.
В школі працює три вчителі-іноземці. Кожен учень вчить крім англійської мови ще дві мови на вибір. Крім того, уроки гітари в ліцеї дають учасники українського гурту TaRuta, зокрема Євген Романенко.
У результаті Біотехнологічний ліцей «Радовель» — «новий освітній простір», призначений для всебічного розвитку дітей, безпечне освітнє середовище, що має чимало позитивних відгуків сучасних ЗМІ. Ліцей називали «космічним кораблем», а їдальню – справжнім «рестораном». 

## Навчальний підхід
Базові принципи навчального процесу в БТЛ «Радовель» спираються на розвиток відповідних типів інтелекту в дітей і дорослих.
- IQ — орієнтація на проблемне навчання, розвиток мислення;
- EQ — орієнтація на впровадження ігрових елементів, а також елементів мистецтва в навчальний процес, що дозволяє розвивати емоційний інтелект;
- Просторового — акцент на фізичному вихованню, розвиток рухів, орієнтації у просторі, ритміки і хореографічних вмінь та навичок;
- Лінгвістичного — актуалізація ефективних методик для вивчення іноземних мов;
- Математичного — розвиток мисленнєвих процесів, математичного уявлення;
- Музичного — спрямування навчання на оволодіння грою хоча б на одному музичному інструменті, розвиток вокальних вмінь;
- Соціального — відповідні тренінги, майстер-класи, що дозволяють дитині як адаптуватися в колективі, так і вміти взаємодіяти з різними соціальними організаціями й закладами.

## Унікальність
Навчальний тиждень у БТЛ «Радовель»  розпочинається Днем зустрічі – ранковим понеділковим чаюванням, для якого діти власноруч випікають печиво в Кулінарній студії. Призначення чаювання — дарувати заряд бадьорості на весь тиждень, сприяти порозумінню та формуванню довірливих стосунків між дітьми, дітьми і вчителем. Далі передбачені:
- Кінематографічний день (мультфільми та кіно переглядають не лише ліцеїсти, а й їхні батьки);
- Проектний день (передусім йдеться про учнівські та вчительські проекти, пов’язані з біотехнологіями, академічними предметами, розвитком громади);
- Батьківський день, коли батьки можуть разом із дітьми відвідувати уроки, збиратися батьківськими радами для вирішення нагальних питань та ін.;
- та День учнівського самоврядування, в який ліцеїсти самостійно проводять уроки та збираються шкільним парламентом.

Основними принципами розвитку дитини в Ліцеї є рівноправність відносин, інноваційність, відкритість, інтегрованість (міжпредметна й інтеграція знань, умінь, навичок у життєві реальні практики) та ініціативність. У структурі передумов для розвитку дитини в Ліцеї важливе значення має також створення підґрунтя для розвитку вчителів, батьків і громади, що передбачає активне співробітництво між вчителями — батьками — дітьми. 

## Символіка Ліцею
Біотехнологічний ліцей «Радовель» має прапор та герб. Герб Ліцею складається з графічного зображення будівлі ліцею та логотипу у вигляді оригінального накреслення назви. Також Ліцей має свій корпоративний стиль одягу. У розробці дизайну форми взяли участь безпосередньо учні та учениці Ліцею. Комплект шкільної форми містить поло, спортивні штани, худі та бейсболку з нанесеним на кожну річ логотипом закладу. Передбачено 2 типи форми: «святкова» та «повсякденна». Святкова форма — білого кольору (поло та бейсболка). Повсякденна має три кольори (залежно від класу). Так, початкова школа носить зелену форму. В учнівського колективу середньої школи блакитна форма, а у старших класів — бордова. Учительський склад, адміністрація Ліцею та персонал також працюють у формі (темно-синій, зеленій та білій).

## Галерея

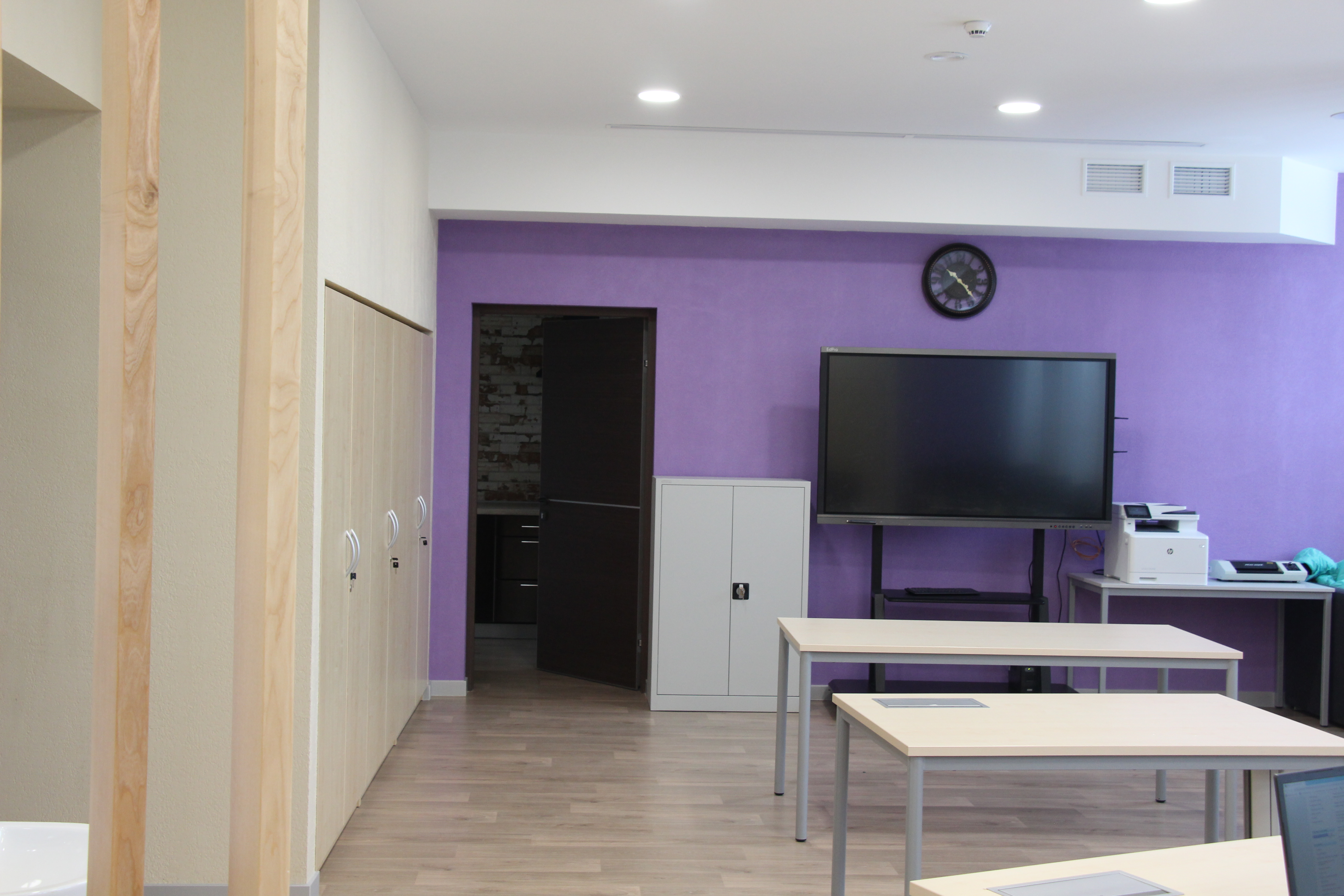
Учительська
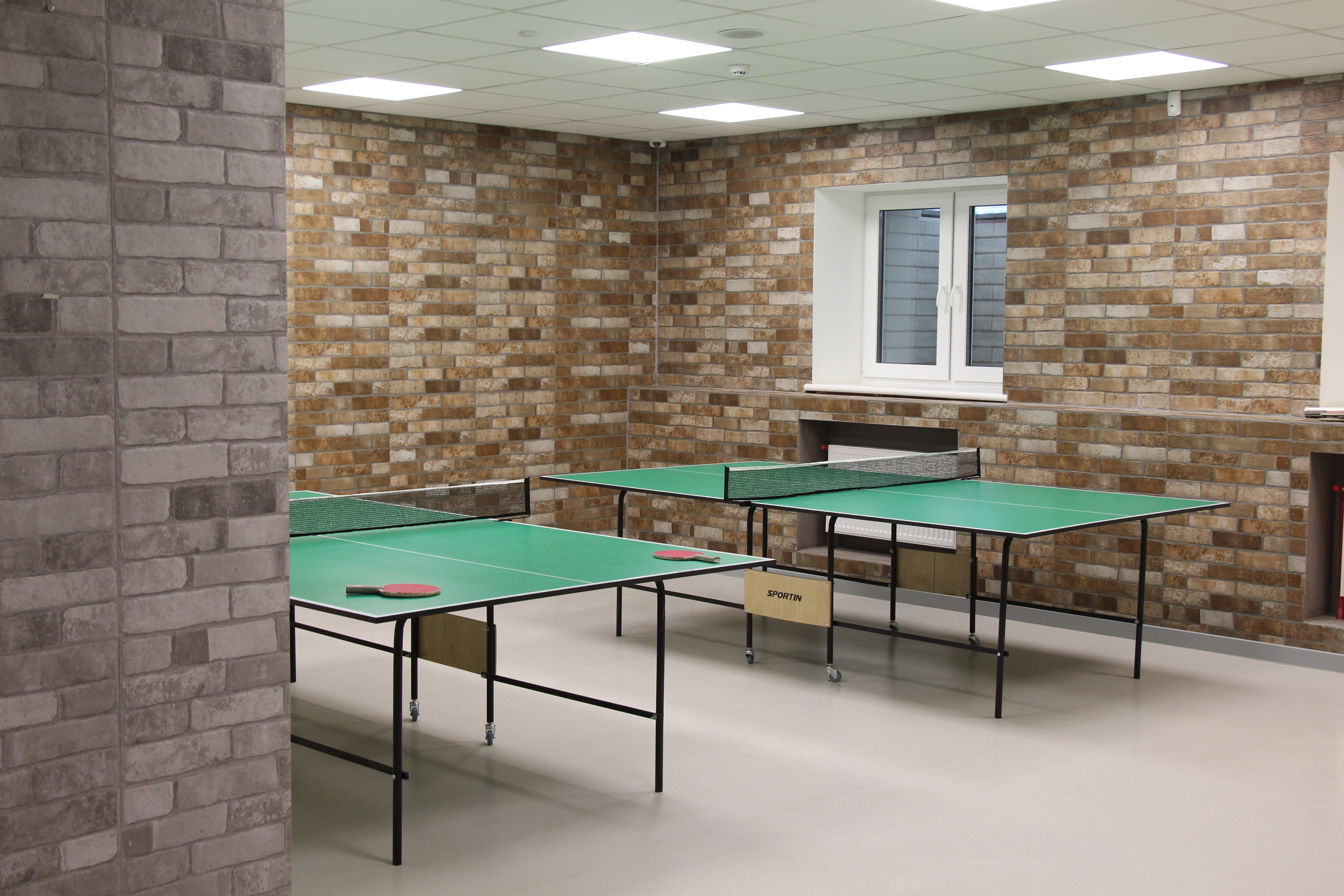
В одному з коридорів
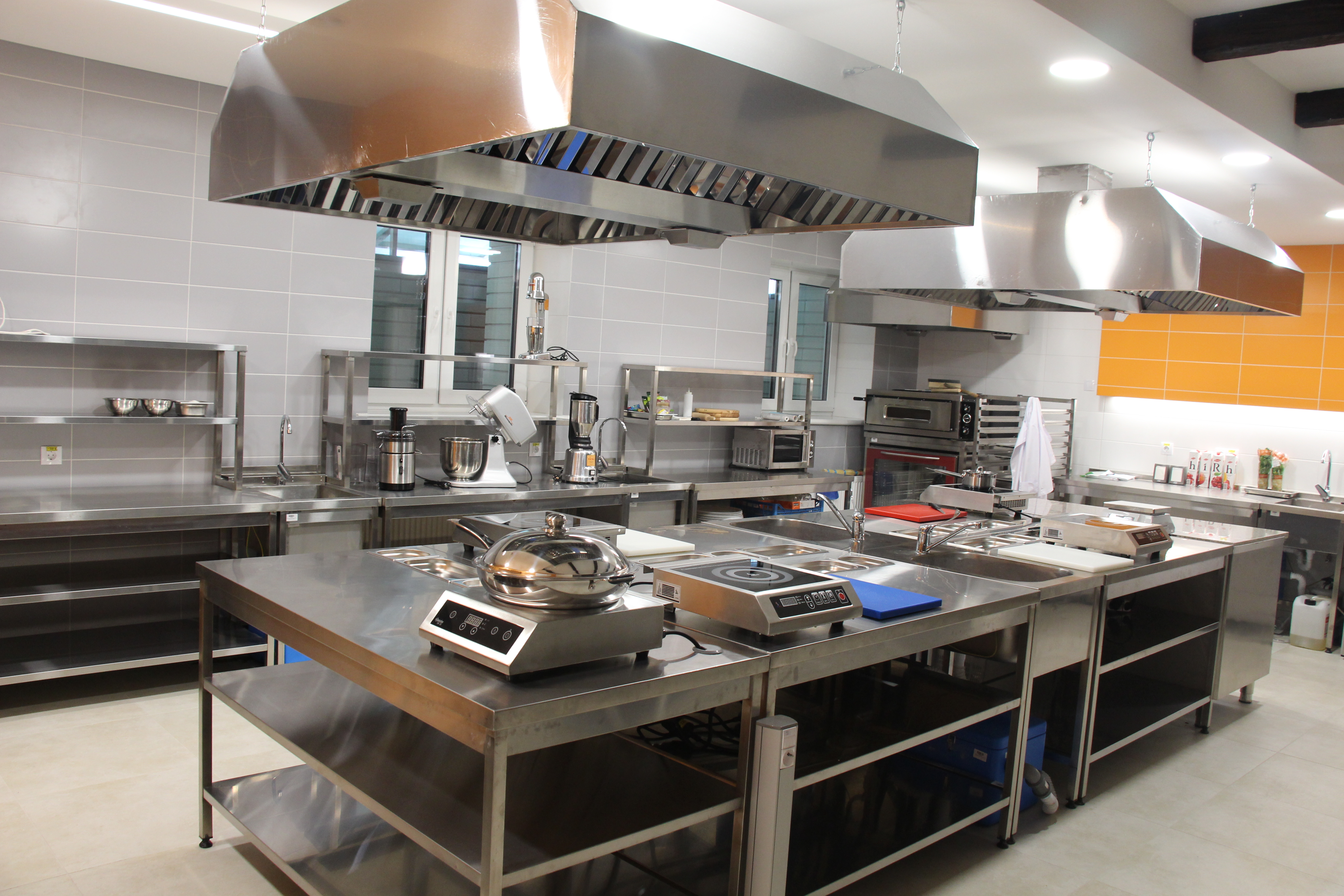
Кулінарна студія
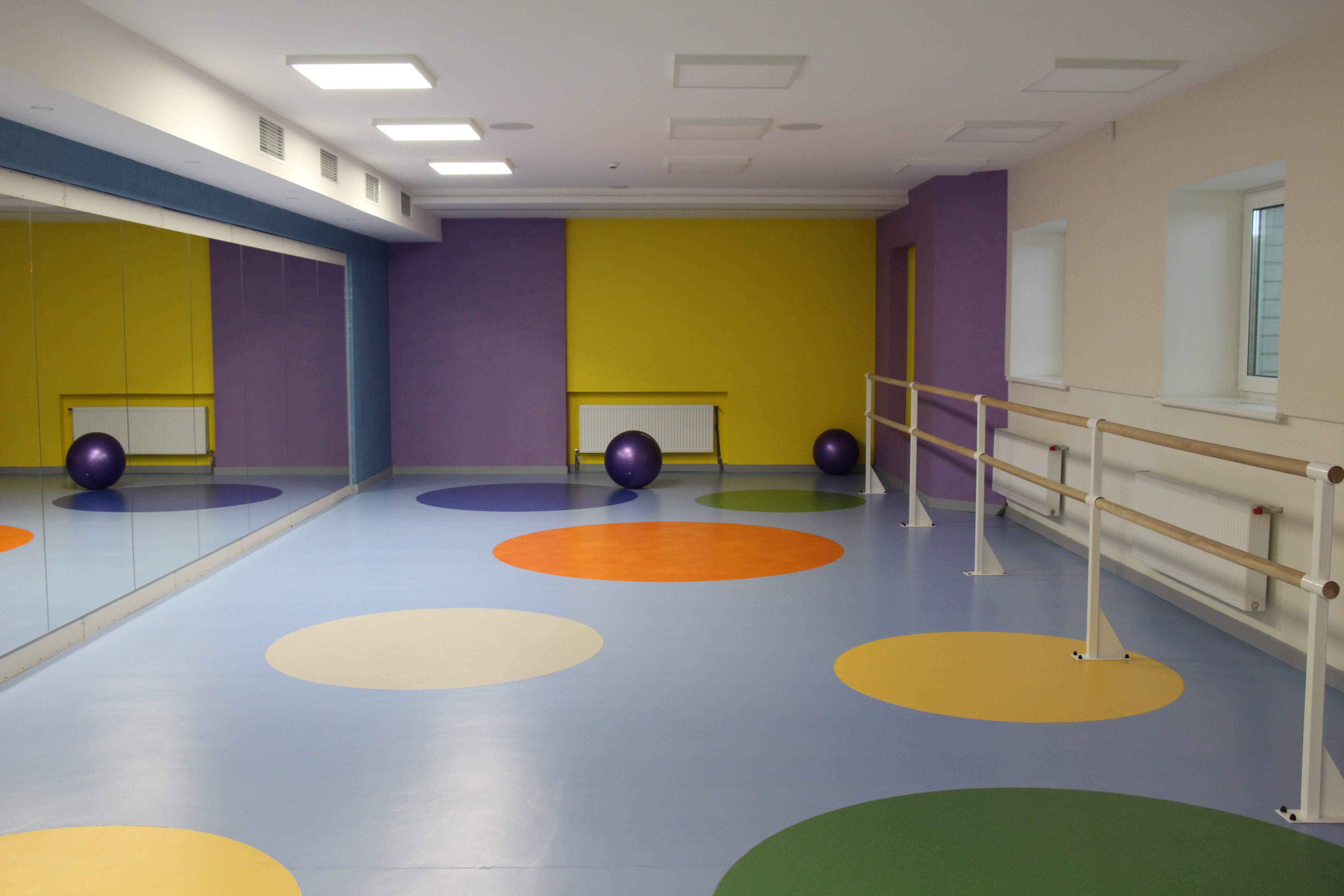
Хореографічна зала
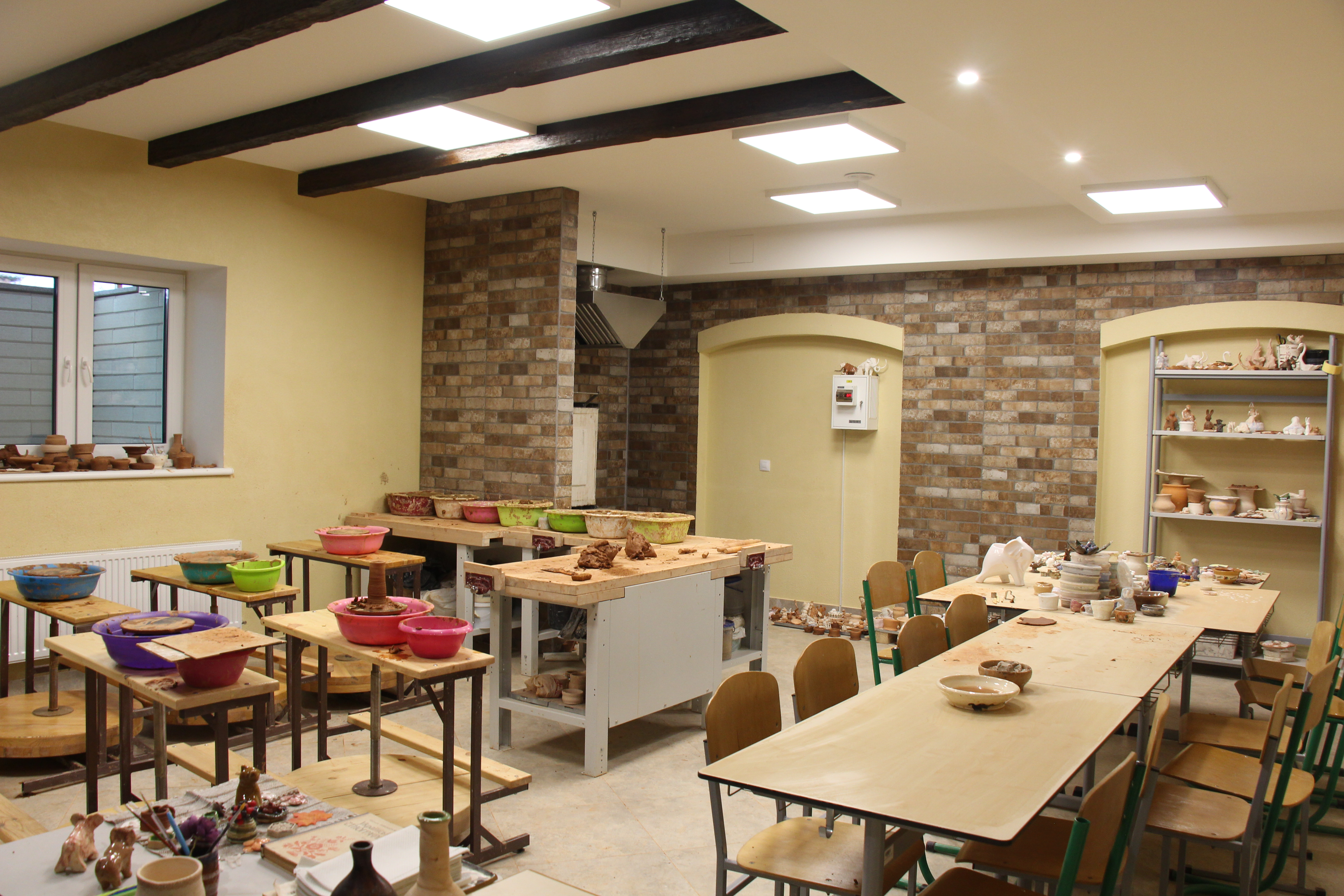
Гончарна майстерня
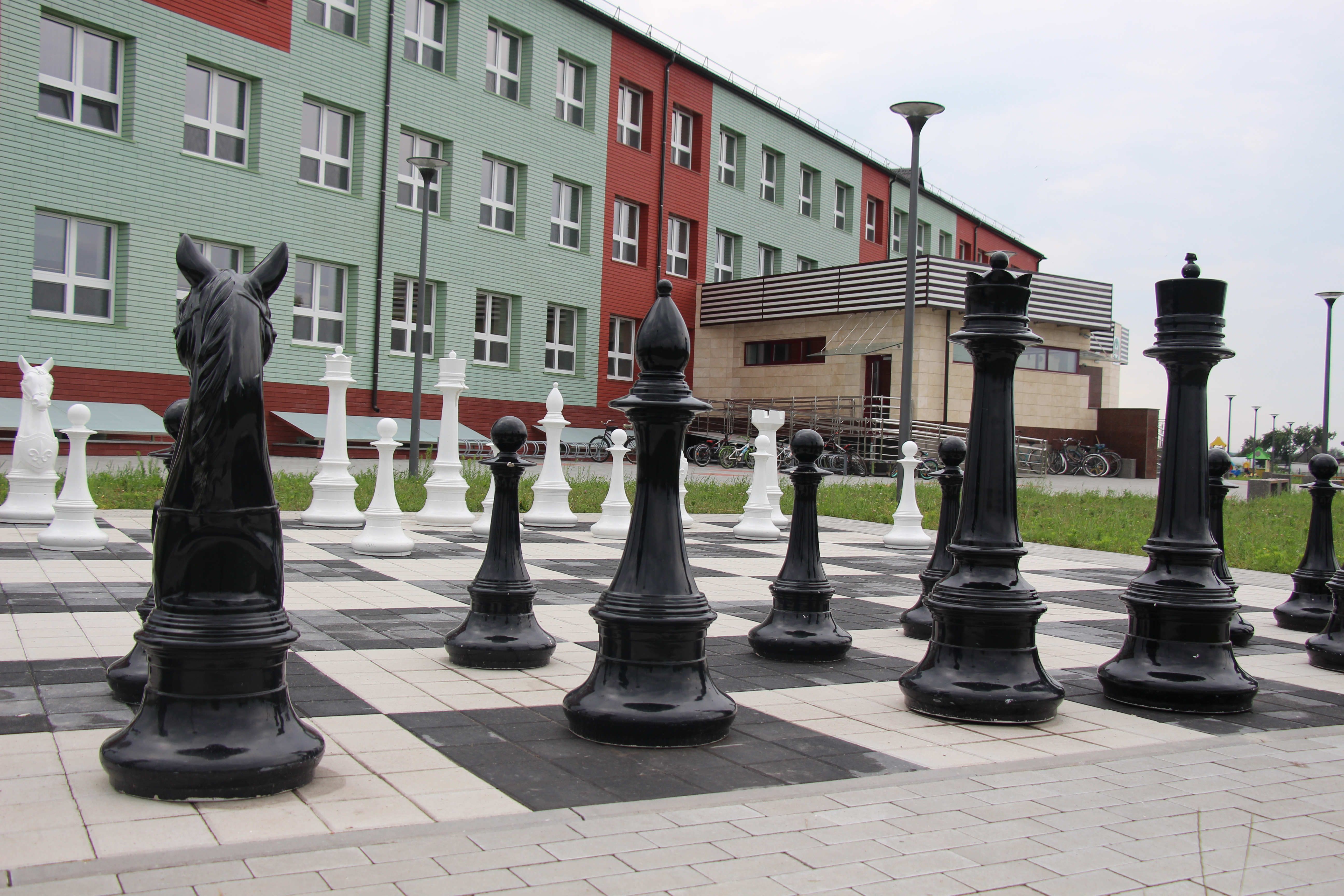
Вуличні шахи
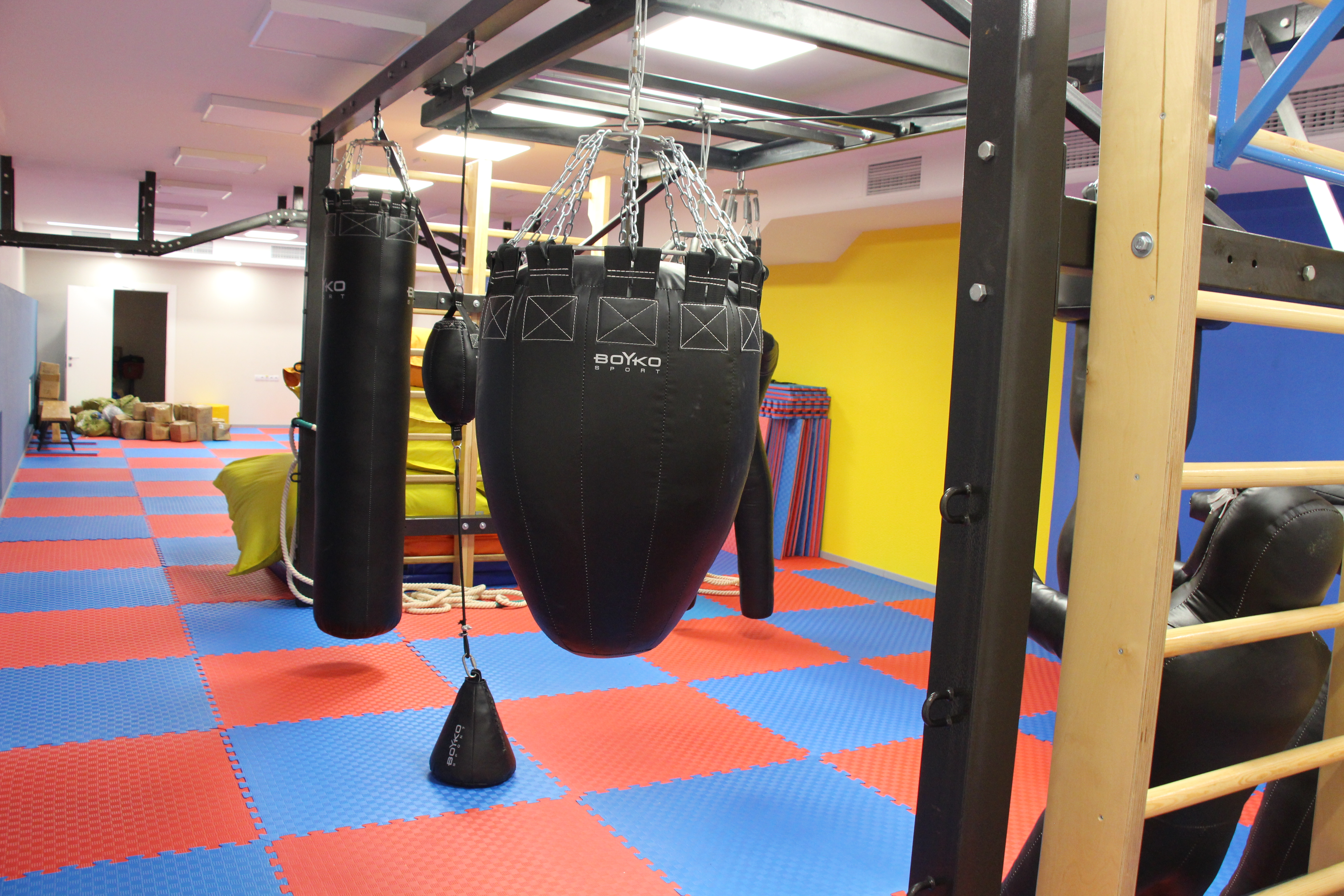
Зал таеквон-до
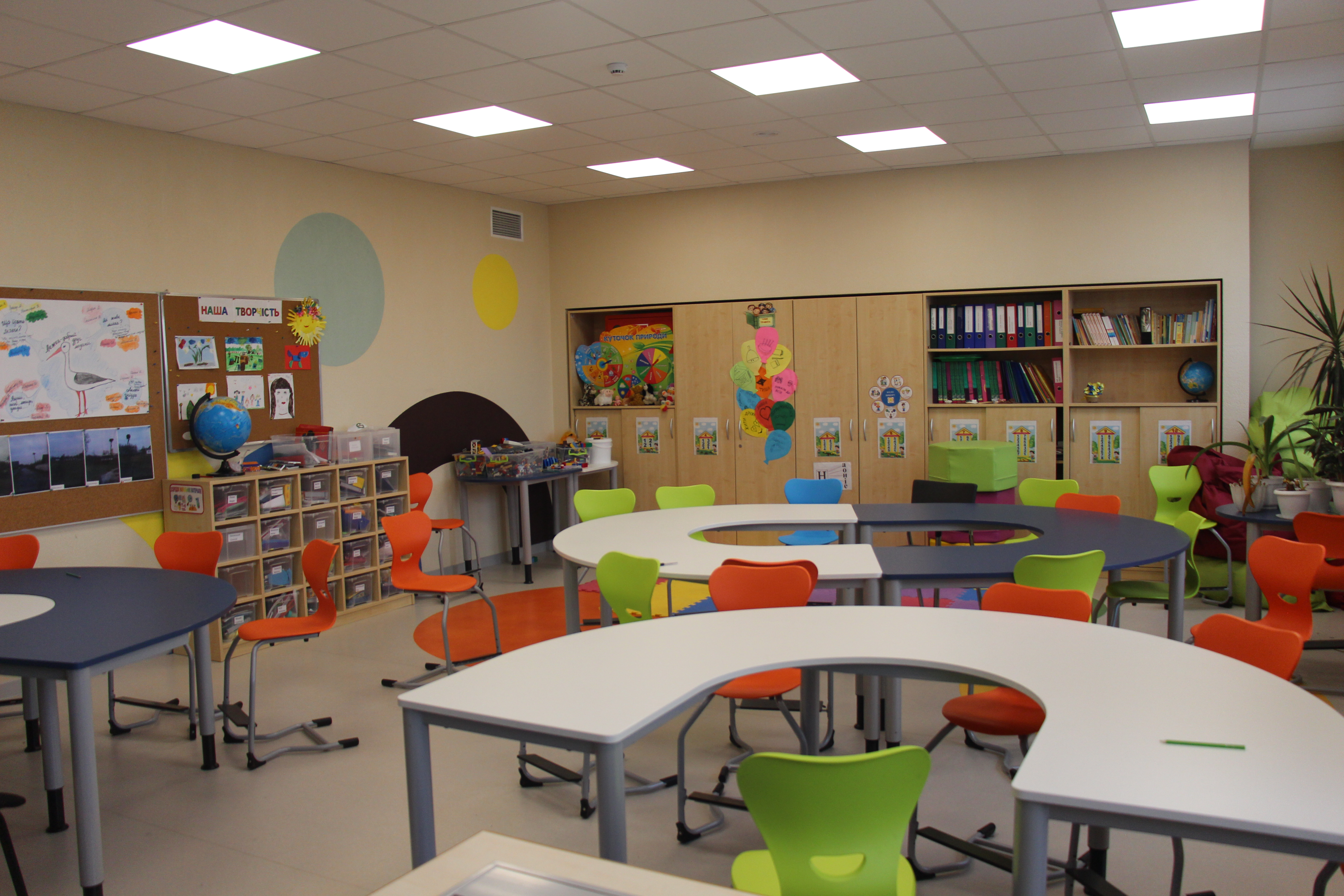
Кабінет початкових класів
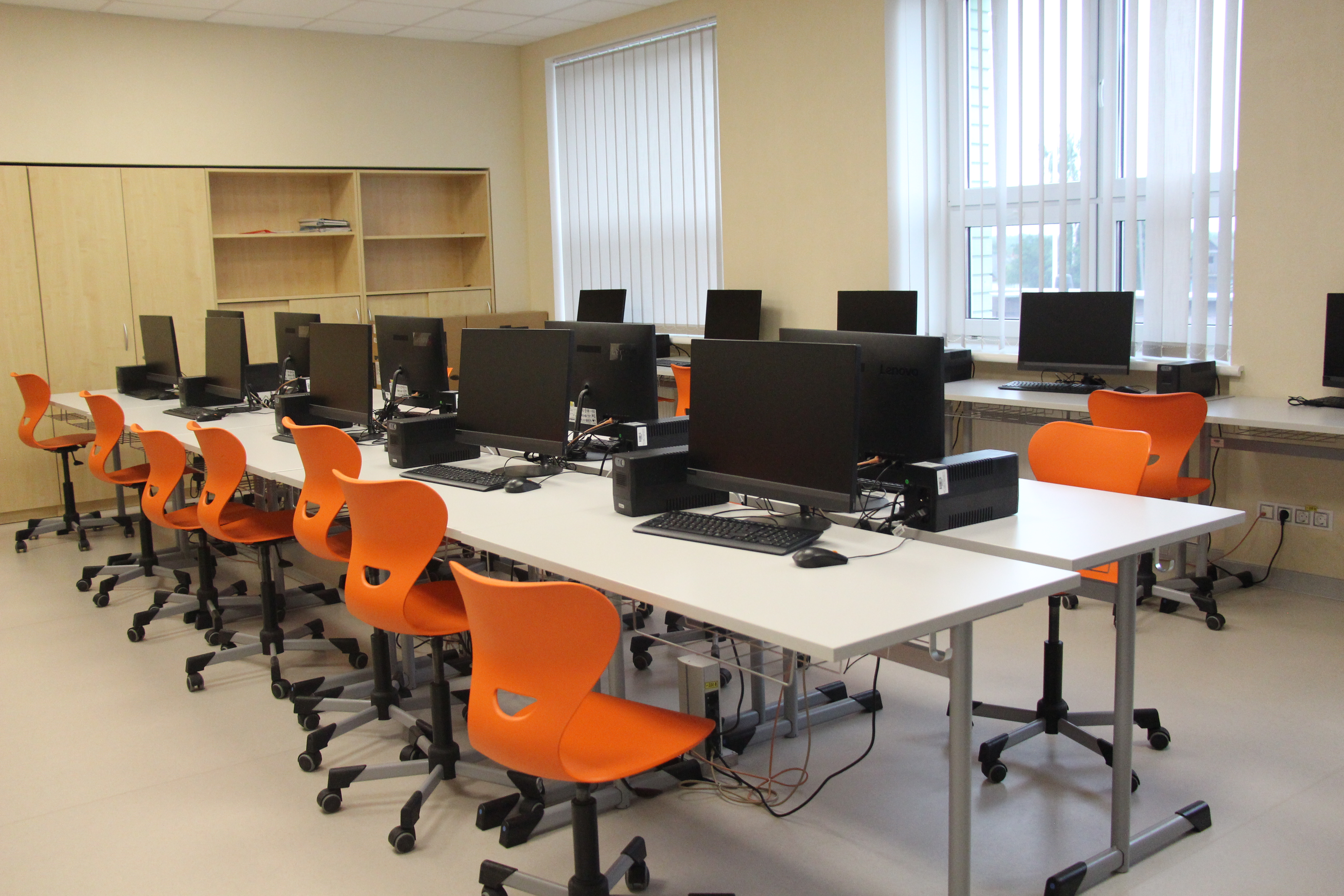
Кабінет інформатики